# Zivar bay Ahmadbayov
Zivar bay Garay bay oglu Ahmadbayov (en azerí: Zivər bəy Əhmədbəyov) fue el primer arquitecto con educación superior de Azerbaiyán y jefe de arquitectura de la ciudad de Bakú.

## Vida
Zivar bay Ahmadbayov nació en Şamaxı en el año 1873. En 1902 Zivar bey Ahmadbeyov se graduó en la Universidad de Ingenieros Civiles de San Petersburgo. Desde el mismo año hasta 1917 Zivar bey trabajó como arquitecto de la Gobernación de Bakú. Después del establecimiento de la República Democrática de Azerbaiyán, Ahmadbeyov se convirtió en arquitecto jefe de la ciudad de Bakú y desempeñó este puesto hasta 1922. 
Dos de las mezquitas más grandes en Bakú, la mezquita Ajdarbey y la mezquita Taza Pir, se construyeron según proyectos de Ahmadbeyov. Además de eso, Ahmadbeyov fue el arquitecto de muchas casas en Vladikavkaz y del edificio del Instituto de Oftalmología en Bakú. 
Zivar bey relacionó las tradiciones de la arquitectura azerbaiyana con la arquitectura de Oriente y Europa. En 1917 creó la sociedad “Protección y patrocinio de los monumentos del arte islámico”. También en el año 1919 fundó la sociedad “Nuevo Shirvan”.
Zivar bay Ahmadbayov murió en el año 1925 en Bakú. 

### Memoria
Una de las calles de la ciudad lleva el nombre de Zivar bay Ahmadbayov. El 26 de mayo de 2011 se realizó la apertura del parque y  el monumento del arquitecto en Bakú.

## Las construcciones
| Construcción                                                  | Años de la construcción | Locación                     |
| ------------------------------------------------------------- | ----------------------- | ---------------------------- |
| Mezquita Taza Pir                                             | 1905-1914               | Bakú                         |
| Mezquita                                                      | 1906-1917               | Goychay                      |
| Puente                                                        | 1907                    | río Kazir chay               |
| Oratorio de molocanina                                        | 1907                    | Şamaxı                       |
| Mezquita «Imam»                                               | 1910-1917               | Şamaxı                       |
| Edificio de la Junta de accionistas                           | 1910-1912               | Şamaxı                       |
| Casas residenciales para funcionarios de gestión de impuestos | 1910-1912               | Şamaxı                       |
| Escuela "Saadat"                                              | 1912-1913               | Bakú                         |
| Mezquita «Ittifaq»                                            | 1912-1913               | Bakú                         |
| Mezquita                                                      | 1912-1914               | Absheron, Ramani             |
| Pabellón hospitalario                                         |                         | Bakú                         |
| Mezquita Ajdarbey                                             | 1912-1913               | Bakú, calle de Samad Vurghun |
| Hospital infantil                                             | 1914-1918               | Bakú                         |
| Casa residencial                                              | 1914-1916               | Bakú                         |
| Mezquita de Mukhtarov                                         |                         | Bakú, Amirdjan               |
| Edificio del Instituto de Oftalmología                        |                         | Bakú                         |

## Galería

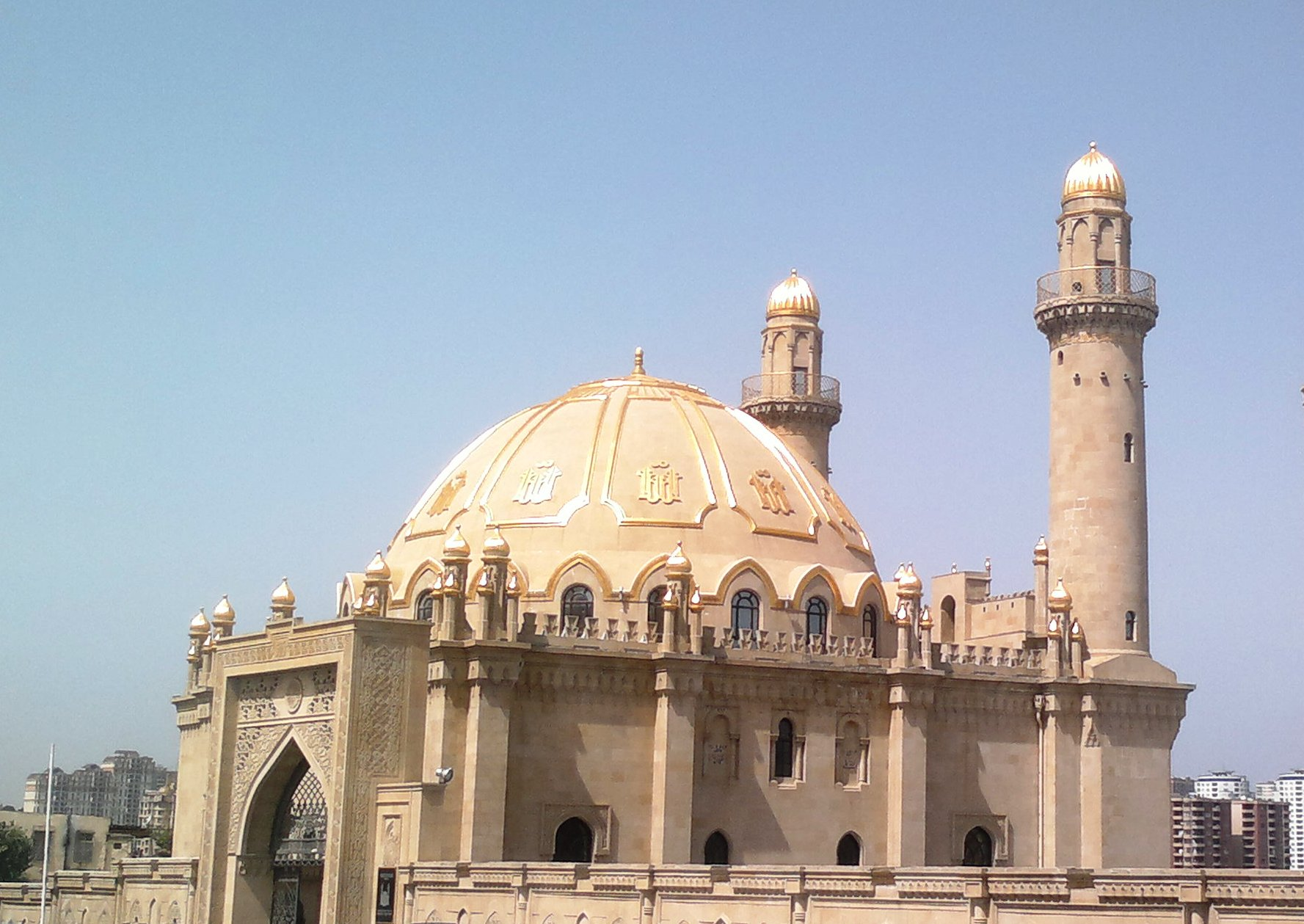
Mezquita Taza Pir
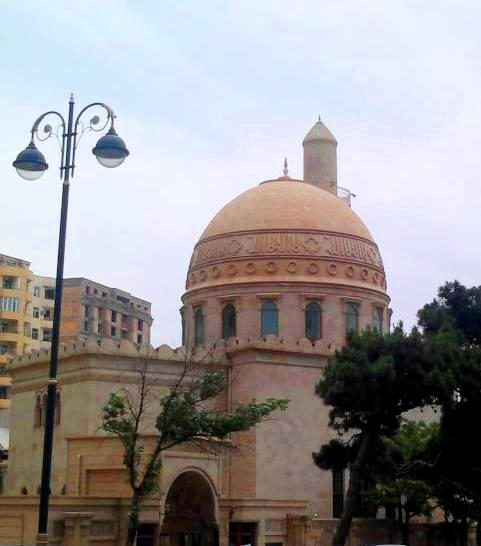
Mezquita Ajdarbey
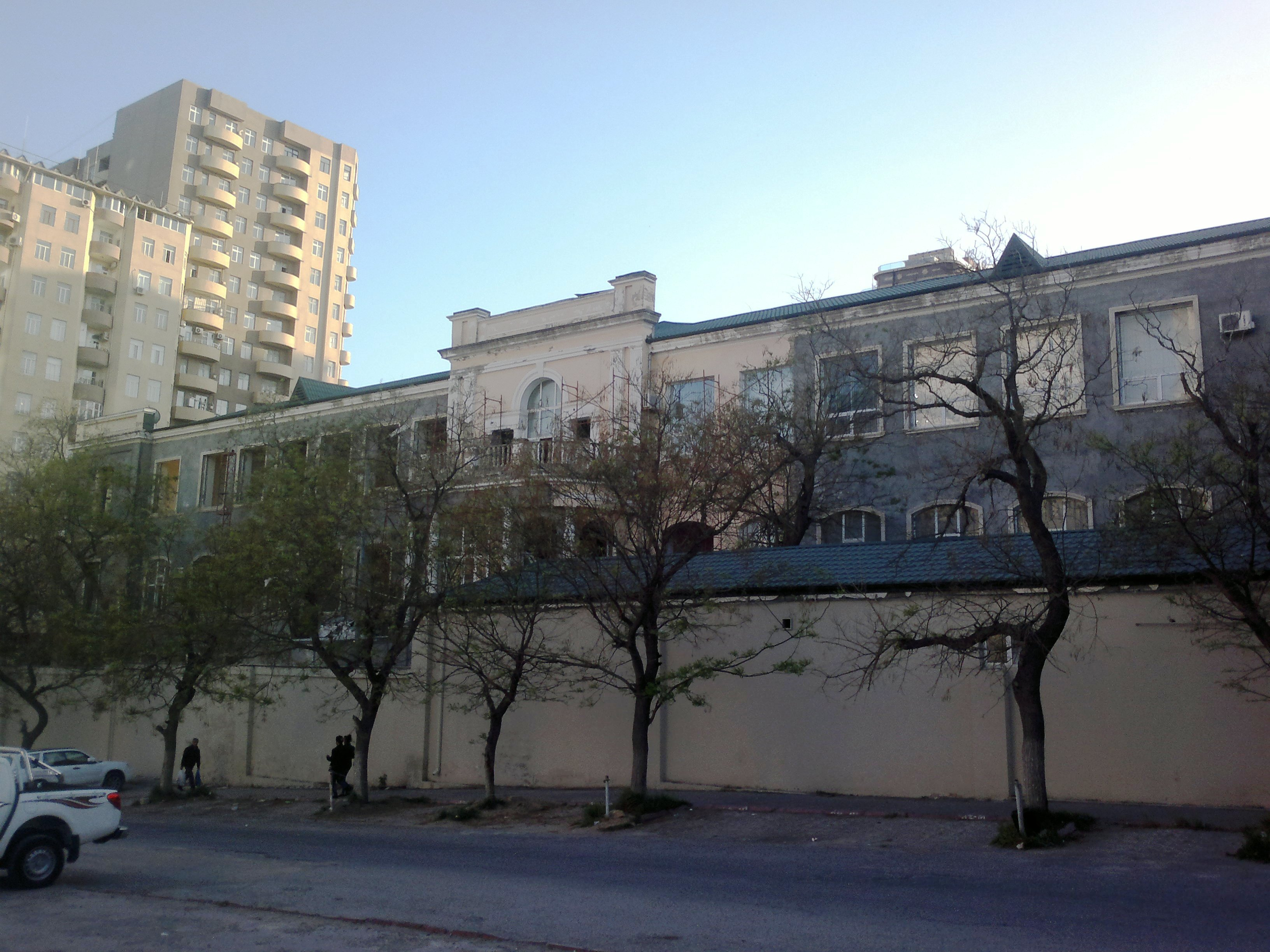
Instituto de Investigación científica
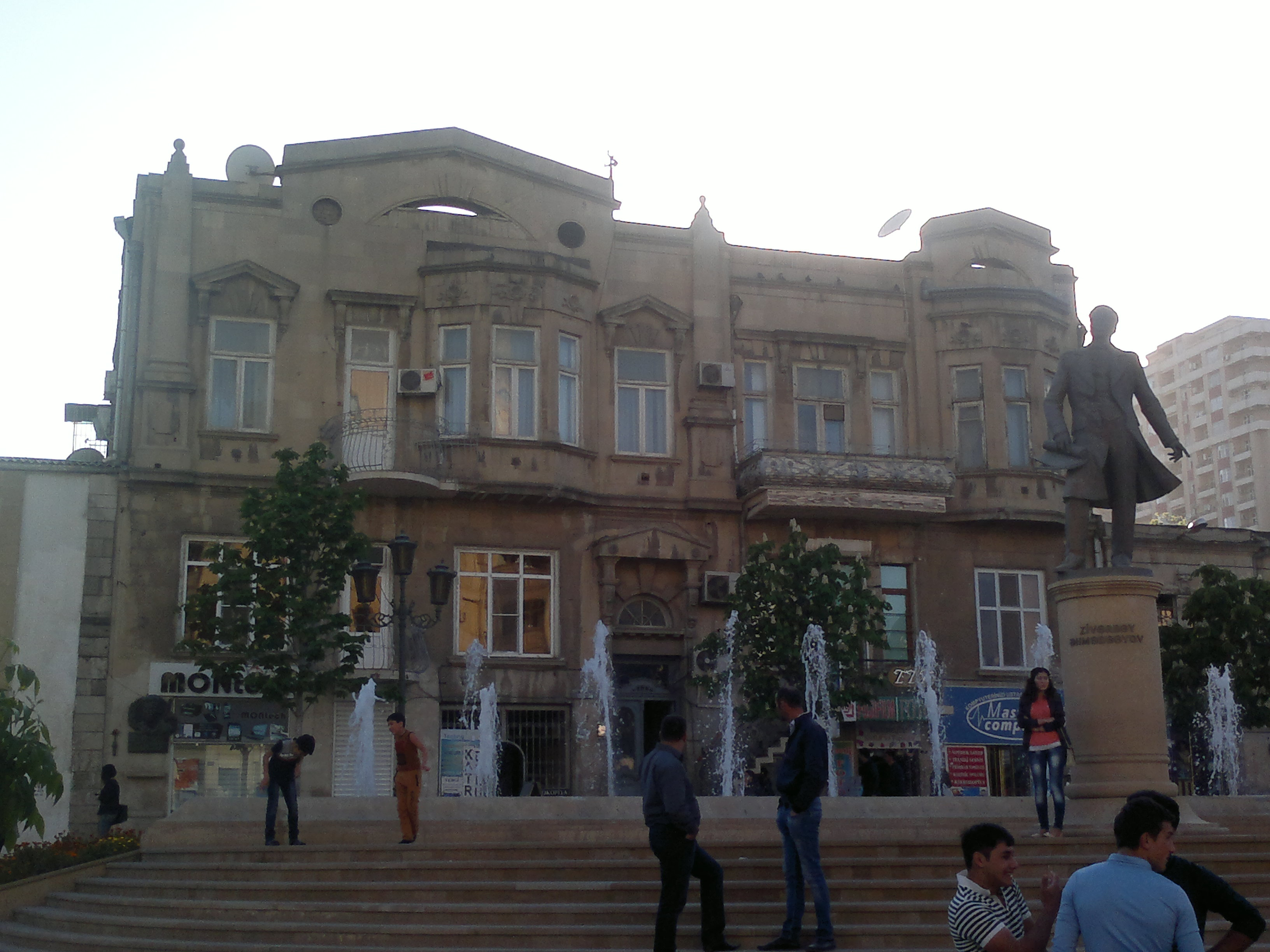
Edificio en la calle Zargarpalan, 133